# سونغ هو-يونغ
سونغ هو-يونغ (هانغل: 송호영) هو لاعب كرة قدم كوري جنوبي في مركز الوسط، ولد في 21 يناير 1988 في هواسونغ في كوريا الجنوبية. لعب مع جيجو يونايتد ونادي سونغنام.

## وصلات خارجية
- سونغ هو-يونغ على موقع الاتحاد الدولي (مؤرشف)  (الإنجليزية)
- سونغ هو-يونغ على موقع دوري كوريا الجنوبية (الإنجليزية)
- سونغ هو-يونغ على موقع Soccerway.com (الإنجليزية)